# Эволюционная теория асимметрии В. А. Геодакяна
Эволюционная теория асимметризации организмов, мозга и парных органов была предложена В. Геодакяном в 1993 г. Теория объясняет с единых позиций многие явления, связанные с асимметрией мозга, рук и других парных органов животных.
Так же как эволюционная теория пола и половых хромосом, теория асимметрии основана на принципе сопряженных подсистем, которые эволюционируют асинхронно. Асимметрия по оси «левое–правое» связана с асинхронной эволюцией сторон тела. Эволюция у мужского пола начинается и кончается раньше, чем у женского. Признаки в филогенезе появляются сначала в генотипе мужских особей, и только потом, через много поколений, передаются женским. Аналогично, центры управления (доминирование) новыми функциями появляются сначала в левом полушарии, а потом перемещаются в правое. Этот филогенетический сдвиг во времени создает половой диморфизм в популяции и латеральный диморфизм для мозга и тела. Критерий локализации функций по полушариям—их эволюционный возраст: молодые функции управляются левым полушарием, а старые — правым. Теория позволяет установить связь асимметрии мозга, рук, и других парных органов с полом, онтогенезом и филогенезом и успешно объяснять многие известные и предсказывать новые факты. Теория позволяет понять биологические основы терроризма и является практически единственной биологической эволюционной теорией в данной области.
Предсказанная теорией транслокация доминирования из левого полушария в правое, а также транслокация в гипоталамусе была подтверждена в работах акад. П. В. Симонова и И. В. Павловой. Авторы пишут: “…«закон Геодакяна» в равной мере справедлив и для фило, и для онтогенеза, и для процесса индивидуального обучения”.
С 1993 г. было опубликовано более 20 работ, посвященных теории асимметрии, сделаны сообщения на многих отечественных и международных конгрессах, конференциях и симпозиумах. Теория была включена в учебники и программы преподавания ряда университетов и институтов (МГУ, МГППУ, Харьковский национальный университет, КрасГУ). О теории неоднократно писали на страницах периодической печати. Передача о теории асимметрии мозга была показана на телевидении в программе А. Гордона.

## Основные положения
Асимметризация не частное, сугубо-человеческое явление, а общебиологический эволюционный феномен, присущий всем живым системам. Эволюция многих систем (и потоков информации) идет от симметрии к асимметрии. Например, такую тенденцию можно наблюдать в филогенезе цветков и листьев растений, а также в эмбриогенезе животных и человека. В филогенезе асимметрия организмов закономерно растет по всем осям (I — спина-брюхо, II — нос-хвост и III — лево-правая). В. Н. Беклемишев в своем классическом труде выделил три типа симметрии (сферическая, радиальная, билатеральная) и расположил их в эволюционный ряд, поместив в его начало полностью асимметричную амёбу. Геодакян считает, что ряд должен начинаться с самого древнего типа шаровой симметрии и заканчиваться самым эволюционно прогрессивным типом триаксиальной асимметрии (отсутствие симметрии по всем трем осям).
Асимметризация по оси верх-низ происходила под действием поля гравитации. Асимметризация по оси перед-зад происходила при взаимодействии с пространственным полем, когда понадобилось быстрое движение (спастись от хищника, догнать жертву). В результате, в передней части тела оказались главные рецепторы и мозг. Асимметризация по оси левое-правое происходит во времени, то есть одна сторона (орган) является эволюционно более продвинутой, «авангардной» (как бы, уже в будущем), а другая — «арьергардной» (ещё в прошлом).
У триаксиально асимметричных организмов сохраняются две предыдущие асимметризации. Латеральная асимметрия появляется на фоне двух предшествующих (спина–брюхо и нос–хвост) и поэтому должна распространяться спереди назад. При этом латеральная асимметризация, как и половая дифференциация, идет от низших уровней организации к высшим (функция → орган → организм → популяция).

## Эволюция и дрейф новых признаков
При переходе от сферической к радиальной симметрии происходит асимметризация только по одной оси: снизу–вверх. При последующем переходе к билатеральной симметрии добавляется ещё одна ось: сзади–вперед. Латеральная асимметризация добавляет третью ось правое– левое. На основе анализа экспериментальных данных Геодакян относит нижний конец, заднюю часть, правое полушарие мозга и левую сторону тела к консервативным подсистемам. При этом потоки новой информации приходящей от среды к оперативным подсистемам (верхний конец, передняя часть тела, левое полушарие мозга и правая сторона тела) направлены сверху вниз, спереди — назад и слева — направо для мозга (справа—налево для тела). Новый признак возникает на оперативном конце и, если он там не нужен, дрейфует в филогенезе к консервативному концу.
Например, для линейного (одна ось асимметрии) организма — гидры, ориентированного вдоль гравитационного поля, вектор асимметризации будет направлен вертикально снизу — вверх, то есть от подошвы ко рту, окруженному венчиком щупалец. Рот — это оперативный конец, где появляется новый признак. Если новый признак мозг или рецептор, он остается на оперативном конце. Все другие признаки в процессе филогенеза, должны дрейфовать к консервативной подсистеме. Чем древнее признак, тем он будет ближе к подошве. Поскольку у гидр были все три вида размножения: самое древнее, бесполое (почкованием), гермафродитное и, самое молодое, раздельнополое, то, почки должны быть внизу, яичники — выше, а семенники — ещё выше.

## Асимметрия функций и парных органов

### Элементарная единица доминирования
Доминантность — форма асимметрии. Доминирующее полушарие или орган лучше выполняют свои функции и поэтому более предпочтительны. Асимметрия непарных органов может быть только морфологической: по их локализации, форме или ориентации. У парных органов возможна ещё асимметрия размеров и функций. Если у органа не одна функция, то они могут иметь разное направление и величину доминирования. Например, человек может быть по одной функции (писать) сильно праворук, по другой (хватать) – слабо леворук, а по третьей – амбидекстр (симметричен). Поэтому элементарной единицей (носителем) асимметрии является функция (а не орган как обычно считается). Асимметрия органа —векторная сумма асимметрий разных его функций. Асимметрия организма такая же сумма асимметрий органов. Популяционная асимметрия это асимметрия численности, дисперсий и латерального диморфизма субпопуляций асимметричных организмов (скажем, левшей и правшей). Из четырёх уровней асимметрии: функция, орган, организм и популяция, в “чистом” виде доминантность только у функций, остальные – мозаики — некие усредненные характеристики, определяемые суммарно по числу, направлению и степени доминантности их функций.

### Консервативно — оперативная специализация полушарий
Применительно к мозгу самая древняя из 3-х его асимметрий — кора—подкорка, потом — лоб—затылок и самая молодая — латеральная. При этом подкорка, затылочные области и правое полушарие представляют консервативные подсистемы и функции, управляемые оперативным полушарием, должны быть эволюционно «моложе», чем функции, управляемые консервативным.

### Фазы эволюции функций и доминирование полушарий
Все существующие теории считают, что асимметрия мозга – это следствие того, что одни функции,  находятся в левом полушарии, другие – в правом, то есть асимметрию создают разные функции. Однако известно, что есть функции, которые находятся и в левом, и в правом полушарии. Согласно новой концепции, асимметрия — следствие асинхронной эволюции, поэтому любая функция может находиться в любом полушарии в определенное время. При этом асимметрию создают не сами функции, а эволюционные фазы этих функций.
Доминирование полушарий определяется, в первую очередь, количеством информации – доминирует полушарие с большей информацией. На втором месте стоит совершенство исполнения.

### «Возрастной принцип» специализации полушарий в филогенезе
В стабильной фазе эволюции функция отсутствует в обоих полушариях (симметрия). Когда возникает необходимость в поиске функции, начинает доминировать левое полушарие (поисковое).
Новые функции сначала возникают у мужчин, а центры их управления — в левом полушарии. Через много поколений, пройдя там проверку и отбор, они переходят в левое полушарие женского пола. Переход от начальной билатеральности к левополушарности (асимметрия) представляет собой дислокационную фазу эволюции функции. В этой фазе доминирует левое полушарие, так как только оно имеет информацию о новорожденной функции.
Когда функция прошла проверку, информация о ней попадает через мозолистое тело в правое полушарие сначала у мужчин и позднее у женщин. Если в левом полушарии была одна версия функции и она попала в правое полушарие, оставаясь, также и в левом, то количества информации полушарий выравниваются, но доминантность транслоцирует в правое полушарие из-за его совершенства. Если же в левом полушарии было несколько версий функции, то они транслоцируют в правое полушарие, начиная с самых ранних версий. При этом количество информации может быть больше в левом полушарии, и медленное исполнение новой версии будет конкурировать с быстрым – старой версии. Когда количество информации и совершенство исполнения начинают превалировать у правого полушария, происходит транслокация доминирования, то есть левополушарный  по данной функции мозг превращается в правополушарный. Это фаза транслокации функции.
Если функция позднее утрачивается (сначала у мужчин и позднее у женщин), её центр удаляется сначала из левого полушария, а затем из правого, и асимметрия исчезает. Это релокационная фаза эволюции функции. В этой фазе доминирует правое полушарие, так как оно ещё имеет информацию о функции.
Когда функция окончательно утрачена, левое полушарие начинает доминировать снова (стабильная фаза).

### Переходы функций между полушариями в онтогенезе
Левое полушарие – социальное, онтогенетическое (фенотипическое), поэтому у эмбриона оно почти пустое (наполняется после рождения). Правое полушарие – биологическое, филогенетическое (генотипическое), поэтому у эмбриона оно полно старой информацией.
После рождения, рано или поздно, левое полушарие неизбежно сравняется с правым и опередит его. Стало быть, в каком-то возрасте должна произойти транслокация, правополушарный новорожденный должен стать левополушарным ребёнком. Значит, в онтогенезе возможны, в принципе, три транслокации. Первая – постнатальная, от эмбриональной правополушарности к "детской" левополушарности (суммарно, по всем функциям). Вторая – переход отдельной функции от детской левополушарности к зрелой правополушарности. И третья – при утрате функции, в обратном направлении: от взрослой правополушарности к старческой инволюции (симметрии). С исчезновением функции асимметрия тоже исчезает.

### Доминирование полушарий
Асимметризация мозга приводит к двум типам доминирования: левополушарное и правополушарное. У подавляющего большинства людей независимо от рукости доминирует левое полушарие (например, там находится центр речи свыше 95% правшей и около 80% левшей). Правопополушарное доминирование встречается примерно у 1% людей. Примерно столько же людей, имеющих симметричные полушария, у которых доминирование отсутствует. Теория трактует полушарность как аналог генотипа, с этим ребёнок рождается.

### Эволюционная роль мозолистого тела, контра- и ипси-связей
Контра-связи. Если допустить, что с улучшением кровоснабжения мозга может улучшиться управление, то образуется отрицательная обратная связь, обеспечивающая симметричность (соразмерность) рук и других органов. Следовательно, эволюционный смысл перекреста нервных путей — обеспечение латеральной симметрии билатерально симметричных и существующего уровня асимметрии организмов. Известно, что у высших млекопитающих главные эволюционные изменения, достигающие максимума у человека, наблюдаются в трех основных системах мозга: а) в ассоциативных структурах таламуса и коры, б) в области фронтальной коры, в) в системе мозолистого тела (Карамян, 1970). Если первые можно отнести к асимметрии по оси верх–низ, вторые – по оси перед–зад, то образование мозолистого тела, относится к латеральной асимметрии, так как осуществляет межкортикальные связи двух полушарий. Считается, что мозолистое тело уменьшает различия между полушариями. По мнению Геодакяна, все наоборот, мозолистое тело создает последовательное соединение полушарий и асимметрию фаз эволюции.
Эволюционная роль ипси-связей — создание адаптивности и положительной обратной связи, меняющей равновесное состояние.

## Цис-транс-организмы
Все, что говорилось до сих пор, относилось к внутрипарной асимметрии одного парного органа. На уровне двух (и более) пар парных органов (например, полушарий и рук) межпарные отношения создают, новый вид асимметрии — цис—транс (позиционная или структурная асимметрия).
Возникают четыре разных фенотипа в зависимости от того расположены ли доминантное полушарие и рука на одной и той же стороне тела (цис-позиция) или на противоположных (транс-позиция). Рассмотрение ещё одного парного органа, скажем ног, удвоит число фенотипов.

### Генотипическая полушарность и фенотипическая рукость
Как уже говорилось, теория трактует полушарность как аналог генотипа, с которым ребёнок рождается. Рукость и асимметрия других органов, как составляющие фенотипа, реализуются во время внутриутробного развития, в зависимости от условий среды. Генотип — более фундаментальное явление, чем фенотип, точно также, асимметрия полушарий более фундаментальна, чем асимметрия рук. В оптимальных условиях в первом триместре беременности появляется доминантность руки (другого органа) в транс-позиции к доминантному полушарию: левое полушарие — правая рука, а в экстремальных условиях, при психологическом и экологическом стрессе беременной матери — в цис-позиции: левое полушарие — левая рука. Первое бывает примерно в 10 раз чаще, чем второе.

### Не лево-право-рукость, а цис-транс-рукость
Анализ частот и дисперсий четырёх комбинаций полушарности и рукости показывает, что лево-право рукость не играет никакой роли, и меняется бессистемно. Решающее значение имеет в первую очередь полушарность, во вторую очередь цис—транс-рукость, то есть рукость надо относить не к организму: слева или справа, что не имеет никакого значения, а по отношению к доминантному полушарию. Именно транс- и цис-особей следует считать истинными правшами и левшами, а не праворуких и леворуких, что делают все существующие теории.

### Морфологические новации, появившиеся в филогенезе человека при латеральной асимметризации
В филогенезе латеральная асимметрия появляется, у плацентарных млекопитающих. У билатерально симметричных предшественников человека существовали: 1. Генотипически обусловленная межпарная зеркальная асимметрия между симметричными управляющими органами – полушариями и симметричными управляемыми – “руками”. Это – главная асимметризация билатерально симметричных форм по оси «нос–хвост». Её вектор показывает направление потока новой информации: «перед → зад». 2. Простая схема контра-связей каждого полушария мозга с противоположной стороной тела. Смысл этого перекреста считается неясным.
Морфологические признаки. 1. Мозолистое тело, состоящее из 200–350 млн. нервных волокон, соединяющих между собой соответствующие области коры двух полушарий мозга, кроме обонятельных и гиппокампа. 2. Ипси связи – прямые нервные пути, соединяющие каждое полушарие с той же стороной тела.

## Асимметрия на уровне популяции
На уровне популяции эволюция создает одну подсистему для стабильной (оптимальной) среды, специализированную для сохранения (старого) и вторую для нестабильной (экстремальной) среды, для изменения (новаций). На генном уровне это женский–мужской пол (особи, органы, клетки, гормоны), а на поведенческо-психологическом – правое и левое полушария, субординатные и доминантные функции, органы, транс- и цис-особи. 
По аналогии с тремя основными характеристиками раздельнополой популяции (соотношение полов, дисперсия полов и половой диморфизм), в обществе цис-транс-особей можно выделить соотношение латеральности (СЛ, % цис-особей), дисперсию латеральности (ДЛ) и латеральный диморфизм (ЛД). Обычно выделяют три значения этих параметров для трех моментов онтогенеза: для зигот – первичное (СЛ1), для новорождённых – вторичное (СЛ2) и взрослых особей репродуктивного возраста – третичное (СЛ3).
По аналогии с “Экологическим правилом дифференциации полов” Геодакян формулирует “Экологическое правило латеральной дифференциации”, описывающее поведение цис-транс-субпопуляций (левшей и правшей) в стабильной и изменчивой среде, регулирующее поведенческую эволюционную пластичность общества.

### Регуляция поведенческого доминирования
Согласно обобщенному экологическому правилу в оптимальной среде должна расти роль консервативных подсистем (самок, правого полушария, левополушарного доминирования, транс-особей), а в экстремальной, наоборот, — оперативных, реформаторских (самцов, левого полушария, правополушарности, цис-особей). По полу это проявляется в переходе от матриархата к патриархату. Например, у слонов, в оптимальной среде возглавляет стадо старая самка, а в экстремальной — самец. Матриархат, встречается чаще на островах, в лесных и горных изолятах (где нет соседей и войн). То же самое по асимметрии: в спокойной обстановке доминирует социокультурное, рассудочное, но медленное, левое полушарие, а в стрессовой ситуации происходит переключение на биологическое, автоматическое, быстрое правое.

## Подтверждения и объяснение известных фактов

### Существование потоков информации вызывающих асимметрию
У гидр самые древние органы размножения расположены ниже всего, затем несколько выше, яичники, и ещё выше семенники. У дождевых червей яичники расположены ближе к хвосту (в 13-м сегменте), чем семенники (в 10-м сегменте). Чёрная окраска спины у изначально белых пингвинят появляется на голове, потом разливается к хвосту. У китов детёныши одних видов темнеют с головы (серые киты), других светлеют (белухи).
Поражение лобного отдела мозга у женщин и затылочного отдела у мужчин при афазии и апраксии говорит о том, что у женщин центры этих болезней находятся ещё в передней доле, а у мужчин уже в задней.

### Распределение функций по полушариям и асимметрия мозга
Большинство левополушарных функций явно эволюционно моложе, чем правополушарные. Левое полушарие (у нормальных праворуких) служит для смыслового восприятия и воспроизведения речи, письма, тонкого двигательного контроля пальцев обеих рук, самосознания, арифметического счета, логического, аналитического, абстрактного мышления, музыкальной композиции, пространства цветов, положительных эмоций. Оно обрабатывает информацию последовательно, хорошо понимает время, глаголы, способно на ложные “высказывания”, а его выключение приводит к депрессии. Правое полушарие – для пространственно-зрительных функций, интуиции, музыки, интонационных особенностей речи, грубых движений всей руки, эмоционально-целостного восприятия, синтетического, ситуационного мышления, отрицательных эмоций. Оно обрабатывает информацию одномоментно (холистически), почти не понимает глаголов, абстрактных терминов, не способно на ложные высказывания, а его выключение приводит к эйфории. Геодакян сравнивает эмоции: отрицательные–положительные; понимание: пространства–времени, существительных–глаголов, пространства цветов; способность высказываний: истинных–ложных. Как в филогенезе, так и в онтогенезе первые появляются раньше вторых. У новорожденных детей плач предшествует улыбке, у котят жалобный писк опережает мурлыканье, у щенят скуление начинается на три месяца раньше виляния хвостом. При функциональном угнетении мозга отрицательные эмоции исчезают последними и восстанавливаются первыми, что означает более древний возраст. Понимание пространства проще, чем времени; существительных проще, чем глаголов; истинные высказывания проще, чем ложные. Ориентация в пространстве приходит раньше, чем во времени; первые слова ребёнка – чаще существительные, ложь появляется позже. Пространство цветов, также, видимо, можно считать эволюционно новым приобретением. Персонажи «Илиады» и «Одиссеи» пользовались очень узким спектром цветовой гаммы.
Левый глаз чувствительнее к простым сигналам (вспышка света), а правый — к сложным (слова, числа) (старые и новые стимулы). Левый глаз чувствительнее к обычным словам, а правый—к брендам (старые и новые слова). Средовые звуки (шум дождя, моря, лай собаки, кашель и др.) лучше слышит левое ухо, а смысловые (слова, числа)– правое (старые и новые звуки).
У человека по речевым дихотическим сигналам в первые дни наблюдается преимущество правого уха, а через неделю—левого. Знакомые предметы на ощупь лучше узнает левая рука, а незнакомые—правая (старые и новые предметы).

### Асимметрия парных органов
По мнению Геодакяна, при специализации парных органов новую функцию приобретает правый орган, а старую сохраняет левый. В качестве примера он приводит тот факт, что у дельфинов овулирует в основном левый яичник, а у кашалота сохранилась только левая ноздря.
Обезьяны берут корм чаще левой рукой, а манипулируют — правой, поскольку праворукость по “инструментальным” (новым) функциям должна быть выше, чем по “неинструментальным” (старым). Сиаманги, шимпанзе, орангутаны, гориллы предпочитают правую конечность для начала наземного движения, — новая функция.
Тот факт, что у детей до 12-ти лет больше кость правого бедра, а после 13-ти левого (переход “детской правоногости” во ”взрослую левоногость”) объясняется транслокацией центра управления прямохождением из левого полушария в правое. Обратная транслокация наблюдается по утрачиваемым функциям, например, с угасающим признаком обоняния у человека или с хватательным рефлексом, который сильнее у левой руки.
Высокую дисперсию левшей подтверждает: их повышенный процент (как и мужчин) среди гениев и слабоумных (дети, неспособные научиться читать – леворукие мальчики), их более короткая длительность жизни (почти на 9 лет) и низкий индекс размножения (у леворуких к 45 годам в среднем 1.62 ребёнка, у праворуких – 2.03), повышенная подверженность многим болезням (иммунным, нервным) и несчастным случаям. О том же говорят результаты 7-летних антропометрических исследований частот крайних фенотипов в зависимости от рукости и пола у 6.000 детей по росту, весу и окружности головы. По всем трем параметрам дисперсия леворуких была шире, чем у праворуких. Из 42 групп (2 пола, 3 признака, 7 возрастов) леворукие имели более высокую дисперсию в 33, праворукие в 5, а в 4-х группах дисперсии были равны.

## Предсказания[5]
Совместное применение теорий пола и асимметрии позволяет связать эти два явления и сделать некоторые предсказания. Часть из них подтверждаются известными литературными данными и специально поставленными экспериментами, другие ещё не проверены.
- Если существуют двудомные триаксиально асимметричные растения, то у них должен быть половой диморфизм по всем признакам, имеющим латеральный диморфизм (правило сопряженных диморфизмов).
- У бассетов и спаниелей самое длинное ухо должно быть правое у самцов, а самое короткое — левое у самок.
- Во всех случаях экологического и психологического стресса и дискомфорта: среди межрасовых, межнациональных гибридов, в высокогорных, сейсмических, экологически неблагополучных районах, после землетрясений, войн, геноцида, голода, переселений и других природных и социальных сдвигов, должна повышаться рождаемость (и смертность) мужского пола и рождаемость левшей.
- Так как обоняние у человека утрачивается, то у правого полушария оно должно быть лучше, чем у левого. Из теории пола также следует, что у женщин обоняние должно быть лучше, чем у мужчин, а у детей лучше, чем у взрослых.
- Зубы у людей постепенно мельчают. Поэтому, самые мелкие зубы должны быть у мужчин справа, а самые крупные — у женщин слева.
- Поскольку глаза в процессе эволюции постепенно передвигались с боков (как у лошадей) на лицо, у мужчин в среднем глаза немного ближе к носу, чем у женщин. При этом правый глаз всегда чуть ближе к носу, чем левый, также как и правое ухо обычно немного выше, чем левое. Периферийное зрение у женщин развито лучше, а глазомер—хуже, чем у мужчин.
- Безусловные рефлексы, древнее, чем условные, поэтому они должны быть сильнее слева, а условные — справа.
- Переход (транслокация) доминирования из левого полушария в правое был подтвержден при изучении выработки условного рефлекса у человека, собак и кошек методом вызванных потенциалов и ЭЭГ.[7] Аналогичная транслокация была позднее открыта в гипоталамусе.[8]
- Так как правое полушарие—биологическое, видовое, филогенетическое, а левое— социокультурное, этническое, онтогенетическое, то дисперсия в популяции должна быть больше по левым полушариям.

Это предсказание было подтверждено на трех этнических группах (индейцы, негры и белые, всего 1220 человек) в Америке. и при изучении северных народов России.
- Переход в фило- и онтогенезе от амбидекстрии к праворукости и далее к леворукости, позволяет предсказать существование праворукой промежуточной фазы по всем функциям левой руки, и отсутствие аналогичной леворукой фазы по функциям правой руки.
- Обучение новому навыку правой руки левши должно быть эффективнее при упражнении левой руки, чем самой правой.
- По новым функциям ног, скажем, писать или рисовать на песке, брать и перекладывать предметы, теория предсказывает правоногость.
- Если из двух левых половин портрета составить первое целое лицо, а из двух правых—второе, то первое больше будет похоже на мать и сестер, второе—на отца и братьев.
- Не только в “ручном” (бокс, гольф, теннис), но и в любом (“не ручном”) виде спорта (шахматы, футбол, бег, прыжки) среди рекордсменов должно быть много левшей.
- Болезни и аномалии развития парных органов, имеющие «атавистическую» природу, чаще должны встречаться у женщин, соматические—слева, мозговые (психические)—справа, а «футуристические» («поиск», болезни века, цивилизации, урбанизации) напротив, у мужчин, соматические—справа, психические слева.
- Психология транс-особей (правшей), должна быть типично женской, адаптивная в стабильной среде, рациональная стратегия сохранения (консерватизм, законопослушный конформизм, коллективизм). Психология цис-особей (левшей) – типично мужская, адаптивная в изменчивой среде, иррациональная стратегия перемен (реформаторы, инакомыслящие, индивидуалисты, бунтари, экстремисты, маргиналы, шагающие не в ногу). Среди лидеров объединений должно быть больше мужчин левшей.

## Критика и отношение к другим теориям
Критика основных положений теории асимметрии в литературе отсутствует. Теория В. Геодакяна дополняет и развивает теорию В. Беклемишева об эволюции асимметрии и не противоречит другим теориям в данной области. Так теория Гешвинда-Галабурда, связывающая леворукость с повышенным уровнем тестостерона, обсуждает механизмы явления, которые в теории Геодакяна почти не обсуждаются. Сам В. Геодакян отмечал, что теории противоречат данные З. В. Денисовой, которая показала, что центры музыки и юмора находятся в правом полушарии, в то время как по теории асимметрии в правом полушарии должны быть старые, “нетворческие” версии, а творческие должны находиться в левом полушарии.
Асимметрия яичек. По теории правое яичко должно лидировать при опускании из брюшной полости и соответственно должно опускаться ниже. Поскольку отмечено, что у человека правое яичко больше и тяжелее чем левое, можно также предположить, что оно будет располагаться ниже. Однако в ряде работ было установлено, что у человека правое яичко чаще располагается выше левого и имеет более развитые мышцы, что может объяснить наблюдаемую картину.
По мнению Геодакяна, все существующие теории пытаются понять асимметрию организмов, мозга и рук как зеркальную (одномерную). Так как все эти системы трехмерные и эволюционируют во времени, то полное описание их эволюции требует 4-х координат.